# Maison Brasseur-Bodson
La Maison Brasseur-Bodson est un immeuble de style art nouveau situé à Liège, en Belgique. Elle a été construite en 1906-1907 par l'architecte Gustave Charlier.

## Situation
L'immeuble se situe à Liège au no 49 de la rue du Parc, une artère menant transversalement du pont Albert Ier enjambant la Meuse au pont des Vennes qui franchit la Dérivation. La maison jouit d'une situation privilégiée en face du parc de la Boverie. Deux autres immeubles de cette rue ont été réalisés dans le même style Art nouveau : les numéros 51 (architecte Joseph Crahay) et 55 (maison Bottin).

## Description
La façade asymétrique élancée compte deux travées et quatre niveaux. La travée de gauche où se trouve la porte d'entrée est la plus étroite. La brique blanche est le principal matériau utilisé alors que la pierre de taille est employée pour le soubassement et les encadrements.  

### Travée de gauche
La travée de gauche vaut par l'imposante porte d'entrée à deux battants en bois sculpté de droites et de courbes. Elle est surmontée par deux baies d'imposte superposées. La baie supérieure est coiffée par un arc brisé et est divisée par un meneau. Sur la clé de voûte, on peut voir une tête de femme portant un collier de perles.

### Travée de droite
La travée de droite est remarquable par chacun de ses quatre niveaux à la fois très homogènes (triplet de baies à chaque niveau) et pourtant différents. Au dernier étage, un fronton avec ancre de façade surmonte une baie coiffée d'un arc en plein cintre et entourée par deux murets concaves à pilastre semblant défier le vide. Au deuxième étage, se trouve une terrasse avec un balcon en fer forgé et deux colonnes en fer. Au premier étage, un bow-window en pierre de taille à base trapézoïdale avec trois sgraffites à motif floral sur les allèges. Au rez-de-chaussée, une baie devancée par deux colonnes de fer et un garde-fou en fer forgé ainsi qu'une fenêtre de cave grillagée. Toutes les ferronneries reprennent le thème floral déjà évoqué pour les sgraffites du bow-window.

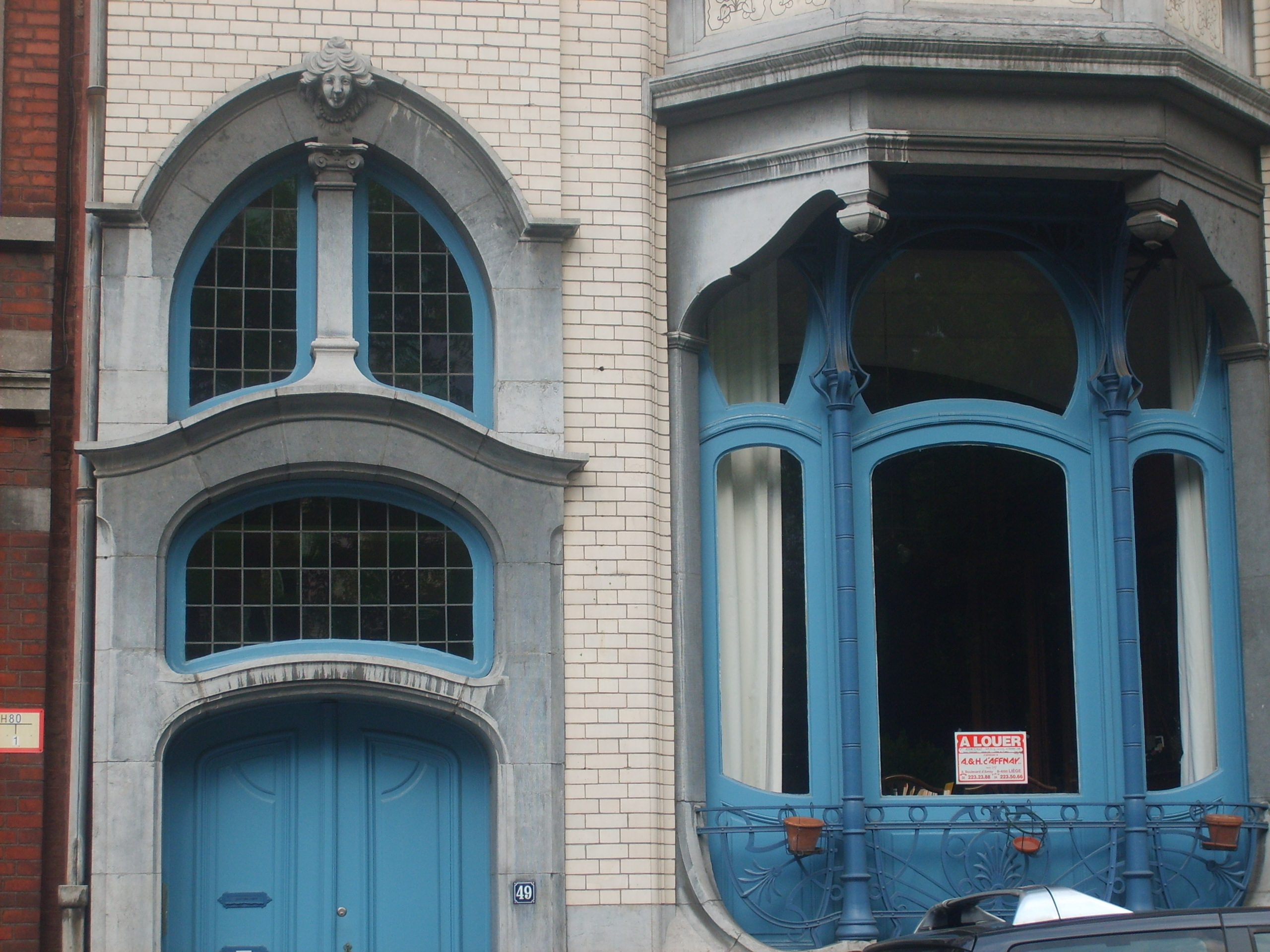
Maison Brasseur-Bodson

## Sources
- Alice Delvaille et Philippe Chavanne, L'art nouveau en Province de Liège, 2002, pages 56/57,  (ISBN 2-87114-188-6)
- Inventaire du patrimoine immoblier wallon